# Enciclopedia delle scienze filosofiche in compendio
L'Enciclopedia delle scienze filosofiche in compendio (in tedesco: Enzyclopädie der philosophischen Wissenschaften im Grundrisse) è un'opera del filosofo tedesco Georg Wilhelm Friedrich Hegel. Definita come «la più compiuta formulazione del sistema di Hegel», conobbe una prima pubblicazione nel 1817, una seconda nel 1827 e una terza nel 1830 (nelle ultime due edizioni l'autore effettuò numerosi ampliamenti). Inoltre tra 1840 e 1845 fu pubblicata la cosiddetta Grande Enciclopedia, nella quale sul testo originale della terza edizione vennero inserite le «aggiunte» (Zusätze) ricavate dai quaderni di appunti degli ascoltatori delle lezioni tenute da Hegel stesso. L'opera è fondamentale per comprendere la filosofia di Hegel, ed è il seguito delle trattazioni svolte dal filosofo nelle opere Fenomenologia dello spirito e Scienza della logica, delle quali costituisce anche una brillante sintesi.

## Contenuti
L'opera è la sintesi più compiuta del sistema di Hegel, che aveva avuto il suo inizio con la pubblicazione della "Fenomenologia dello spirito " (1807), il cui sottotitolo era "Prima parte del sistema". In realtà l'opera era stata fornita da Hegel come "introduzione", per comprendere quale fosse il cammino che l'individuo ( lo "spirito finito") compie per pervenire al Sapere assoluto. Nell'opera Hegel tratta della coscienza, dell'autocoscienza, della ragione, dello spirito, della religione e del sapere assoluto, ossia della conoscenza dell'Assoluto (Dio). Ciò avviene, passando attraverso i tre momenti (in sé, per sé, in sé e per sé) propri della Dialettica hegeliana, volgarizzati in seguito dal filosofo Heinrich Moritz Chalybäus (1796-1862) in "tesi", "antitesi" e "sintesi". Nel caso dello Spirito i tre momenti sono rispettivamente: coscienza, autocoscienza e ragione. Per quanto riguarda la prima parte dell'opera, Hegel ci presenta come, partendo dalla certezza sensibile, l'individuo si elevi, passando attraverso l'intelletto, alla conoscenza propria della ragione e infine della ragione che sa se stessa, cioè lo Spirito. Celebri sono le Figure fenomenologiche attraverso le quali Hegel illustra questo iter: queste sono tratte dalla storia ma sono trasfigurate filosoficamente, nel senso che fungono da categorie logiche. Le figure più celebri sono la Coscienza infelice e quella del Signore-servo. Nella seconda parte dell'opera, Hegel tratta dello spirito inteso nelle tre forme dell'eticità, cultura sociale e moralità (sempre come tesi, antitesi e sintesi).
Nella "prima fase" (tesi) lo Spirito riguardava l'eticità classica dell'Antica Grecia e del sistema democratico e perfetto delle poleis.
Nella "seconda fase" (antitesi) lo Spirito diventava un dissidio tra io e società, un momento insomma di alienazione e confusione appartenente al mondo moderno e contemporaneo ad Hegel, in cui cadono le certezze della prima fase e si tenta un ristabilimento dell'ordine generale mediante la corrente intellettuale e filosofica dell'Illuminismo, che critica il mondo attuale, intendendo fondare con la ragione un nuovo metodo di pensiero; tuttavia ciò si trasforma in anarchia e violenza incontrollata con i moti rivoluzionari della Rivoluzione francese, scoppiata durante l'Illuminismo, in cui il popolo dà inizio ad una nuova società, fondata nel Terrore e nel sospetto, senza leggi, finendo poi per ghigliottinarsi a vicenda senza ristabilire alcuna pace.
Nella "terza fase" dello Spirito, esso riconquista finalmente la stabilità etica (sintesi) grazie alla corrente del Romanticismo, che riprende il modello di vita classico greco.
Nella "Enciclopedia delle scienze filosofiche" questa parte, svolta nella "Fenomenologia dello Spirito", è posta solo all'interno dello Spirito Soggettivo, perché il disegno architettonico di Hegel si è modificato; infatti l'enciclopedia filosofica hegeliana non ha che fare con "figure" (come l'opera precedente) ma con concetti logici. La sua partizione è: Logica, Filosofia della Natura e Filosofia dello Spirito. La Logica come scienza dell'idea in sé è una brillante sintesi della "Scienza della logica" (1812/1816), in cui Hegel ci offre la trattazione più divulgativa della Dialettica. La Filosofia della Natura invece tratta dell'idea per sé, che si oggettivizza come "natura", di cui non si occupano solo scienze come la fisica e la biologia, ma che nel suo sviluppo dialettico è studiata dal pensiero filosofico. Hegel, sulle " orme" di Schelling, che aveva riabilitato la natura, che in Fichte era stata ridotta al non-io, cerca di spiegare i fenomeni naturali non solo attraverso la causalità efficiente, ma anche e soprattutto attraverso la causa finale. Al finalismo Hegel poi aggiunge la considerazione qualitativa, siccome quella quantitativa non è ritenuta sufficiente. Hegel è fautore pertanto di una fisica speculativa, basata sul finalismo e la considerazione qualitativa, che possa contrapporsi sia al meccanicismo cartesiano,  sia soprattutto a quello newtoniano. La filosofia della natura di Hegel riprende peraltro anche tematiche che il filosofo tedesco aveva affrontato nella sua speculazione giovanile, in particolare nella tesi di abilitazione all'insegnamento De orbitis planetarum (1801). 
Infine la Filosofia dello Spirito (come idea in sé e per sé) tratta dello Spirito, che è "la ragione che sa se stessa": Hegel lo distingue in: 1) Spirito Soggettivo, 2) Spirito Oggettivo e 3) Spirito Assoluto.
Lo Spirito Soggettivo è trattato da tre discipline filosofiche: 1) la Antropologia, 2) la Fenomenologia e 3) la Psicologia. 
C'è da rilevare che la Fenomenologia peraltro era già stata trattata, come si è detto, nella prima grande opera hegeliana "La Fenomenologia dello Spirito": qui se ne offre una sintesi. Per quanto riguarda la Psicologia hegeliana, questa vuole essere la risposta di Hegel a Kant e alla sua critica della psicologia razionale leibniziano-wolffiana. Hegel, pur riconoscendo i limiti di quella psicologia, rileva che Kant ha sì criticato giustamente quella pseudoscienza, ma non l'ha sostituita con nessuna altra scienza; pertanto Hegel la sostituisce con una nuova psicologia, che ha come oggetto appunto lo Spirito. 
Lo Spirito Oggettivo, come secondo momento, è invece trattato da: 1) Diritto 2) Moralità e 3) Eticità. Soprattutto è importante l'Eticità, in quanto supera l'unilateralità del Diritto e della Moralità (corrispondente alla morale formalistica di Kant), attraverso tre istituzioni storico-sociali: 1) Famiglia, 2) Società Civile e 3) Stato. Quest'ultimo inteso come Stato etico costituisce il culmine dell'Eticità, in cui il singolo individuo trova la sua piena realizzazione. Hegel riprenderà, ampliandola notevolmente, la trattazione dello Spirito Oggettivo anche nei "Lineamenti di filosofia del diritto" (1820). 
La Filosofia dello Spirito si conclude con lo Spirito Assoluto (Dio), che è conoscibile da: 1) Arte, 2) Religione e 3) Filosofia. Solo la Filosofia come "fatica del concetto" riesce dialetticamente a conoscere Dio, che l'Arte riesce solo a intuire e la Religione solo a rappresentare simbolicamente; pertanto la Filosofia, come idea in sé e per sé, è l'unità dell'Arte e della Religione. La scienza è tornata alla sua origine, l'idea, ma attraverso nuove 'conquiste'. Si conclude così l'"Enciclopedia delle scienze filosofiche" di Hegel, che fornisce una nuova metafisica come ontologia dialettica.